# Alexandros Koumoundouros
Alexandros Koumoundouros (Avia, 1817 – Atene, 26 febbraio 1883) è stato un politico greco, due volte presidente del Parlamento e dieci volte primo ministro ricoprendo, inoltre, per 18 volte la carica di ministro.

## Biografia
Figlio di Spirìdonas-Galànis Koumoundoùros, bey della penisola di Mani durante l'ultimo periodo della dominazione ottomana nell'area, studiò giurisprudenza all'Università di Atene.
Nel 1841 partecipò ad un tentativo rivoluzionario a Creta e nel 1853 venne eletto per la prima volta deputato. Nel 1855 venne nominato presidente del Parlamento e l'anno seguente ottenne la sua prima carica di governo come ministro dell'Economia nel gabinetto di Alexandros Mavrokordatos. Con la medesima carica partecipò anche ai successivi governi di Dimitrios Voulgaris e Athanasios Miaoulīs.
Dopo la cacciata di re Ottone I nel 1862 Koumoundouros divenne ministro della Giustizia in un governo di transizione guidato da Gennaios Kolokotronis.
Nel 1865 fu tra i fondatori del Partito dei Nazionalisti.
Dopo aver ricoperto altre cariche di governo, il 25 marzo 1865 venne nominato primo ministro ma il suo esecutivo ebbe vita breve e durò solo fino al 1º novembre, 1865.  Subito dopo formò un nuovo esecutivo che durò in carica solo sette giorni (dal 18 al 25 novembre). Alla fine del 1866 vinse le elezioni e tornò alla guida dell'esecutivo, stavolta per un periodo più consistente (30 dicembre 1866 - 1º gennaio 1868).
Il 15 dicembre 1870 formò un nuovo gabinetto - che rimase in carica fino al 9 novembre 1871 - nel quale tenne per sé anche la carica di ministro dell'Esercito e degli Interni.
Nell'agosto 1875 venne nominato per la seconda volta presidente del Parlamento e alla fine dello stesso anno formò il suo quinto governo durato in carica dal 27 ottobre all'8 dicembre 1876.
Negli anni seguenti fu protagonista assoluto della vita politica greca vestendo per altre volte la carica di premier: dal 13 dicembre 1876 al 10 marzo 1877, dal 1º giugno 1877 al 7 giugno 1877, dal 14 settembre 1877 al 2 novembre 1878, dal 7 novembre 1878 al 22 marzo 1880 e dal 25 ottobre 1880 al 15 marzo 1882.
Nel 1881, durante il suo ultimo mandato come premier, ottenne un grande successo diplomatico: dopo lunghi contatti diplomatici con l'Impero ottomano riuscì ad annettere le zone della Tessaglia e di Arta.